# Hiệp hội các Nhà xuất bản Quốc tế
Hiệp hội các nhà xuất bản quốc tế (tiếng Anh: International Publishers Association) là một tổ chức quốc tế của ngành công nghiệp xuất bản đại diện cho việc xuất bản sách và báo chí. Được thành lập vào năm 1896 để thúc đẩy và bảo vệ quyền xuất bản và nâng cao nhận thức về xuất bản trong bối cảnh phát triển kinh tế, văn hóa và chính trị. Hiệp hội tích cực phản đối kiểm duyệt và thăng tiến quyền tác giả, sự biết chữ và tự do xuất bản.
Hiệp hội có trụ sở ở Genève, Thụy Sĩ, đại diện quyền lợi của ngành kỹ nghệ xuất bản ở cấp quốc tế.

## Lịch sử
Hiệp hội được thành lập năm 1896 ở Paris, Pháp, bởi các nhà xuất bản hàng đầu thời đó. Mục đích ban đầu của Hiệp hội là giành được sự chấp nhận Quyền tác giả của các nước trên khắp thế giới và thi hành hiệp ước quyền tác giả quốc tế mới: Công ước Berne về bảo hộ các tác phẩm văn học và nghệ thuật năm 1886. Việc thăng tiến quyền tác giả vẫn là một trong các mục tiêu chính của Hiệp hội. Từ khi thành lập Hiệp hội cũng thúc đẩy và bảo vệ quyền tự do xuất bản, được mô tả như "khía cạnh cơ bản của quyền con người để tự do ngôn luận". Là một Hiệp hội ngành nghề kinh doanh, Hiệp hội có các thương lượng với một loạt các vấn đề ảnh hưởng đến các nhà xuất bản, chẳng hạn như các hội chợ sách và việc phát triển tiêu chuẩn. Hiệp hội cũng được dùng như một nơi gặp gỡ cho các nhà xuất bản để trao đổi thông tin với nhau và tiến hành kinh doanh.

## Thành viên
Hiệp hội các nhà xuất bản quốc tế là một Liên đoàn các hội các nhà xuất bản của quốc gia, của khu vực và của các nhà chuyên môn. Hiệp hội có trên 60 thành viên có tổ chức ở hơn 50 quốc gia ở châu Á, châu Phi, châu Úc, châu Âu và châu Mỹ.
Hiệp hội có cương vị tư vấn như một tổ chức phi chính phủ tại Liên Hợp Quốc.

## Các ủy ban
- Ủy ban Bản quyền
- Ủy ban Tự do xuất bản
- Hội đồng Bản quyền các nhà xuất bản quốc tế (International Publishers Copyright Council, viết tắt là IPCC)

## Các cơ quan điều khiển
Đại hội là cơ quan điều khiển. Đại hội gồm các đại biểu từ mỗi nước. Mỗi nước được cử 2 đại biểu do các hội của từng nước bầu chọn. Mỗi đại biểu được quyền bỏ phiếu về những quyết định của đại hội. Đại hội được tổ chức ít nhất mỗi năm một lần, thường là ở Hội chợ sách Frankfurt. Trong Đại hội, sẽ thảo luận các vấn đề hiện tại cùng các mối quan tâm trong kỹ nghệ xuất bản, và sẽ quyết định các biện pháp giải quyết. Đại hội cũng bầu một Chủ tịch Hiệp hội với nhiệm kỳ 2 năm. Chủ tịch là người lãnh đạo Đại hội và Ủy ban điều hành. Ủy ban điều hành gồm một số thành viên do Đại hội bầu chọn, có nhiệm vụ lập các chính sách và kế hoạch để Đại hội thảo luận và bỏ phiếu. Hiệp hội cũng bầu một Phó chủ tịch và các đại diện khu vực, cùng một Tổng thư ký điều hành các hoạt động của Hiệp hội và là phát ngôn viên của Hiệp hội.

## Các hội nghị chuyên đề quyền tác giả
Từ năm 1986 Hiệp hội tổ chức các Hội nghị chuyên đề quyền tác giả 4 năm một lần. Hội nghị chuyên đề đầu tiên được tổ chức ở Heidelberg, Đức năm 1986, để đánh dấu kỷ niệm bách chu niên của Công ước Berne về bảo hộ các tác phẩm văn học và nghệ thuật. Các hội nghị chuyên đề quyền tác giả được tổ chức với sự cộng tác của các tổ chức thành viên của Hiệp hội.

### Hội nghị chuyên đề quyền tác giả lần thứ 7 năm 2010 ở Abu Dhabi
Hội nghị chuyên đề quyền tác giả lần thứ 7 được tổ chức từ ngày 28 tháng 2 tới ngày 1 tháng 3 năm 2010 ở Abu Dhabi. Đây là hội nghị đầu tiên được tổ chức trong một quốc gia Ả Rập. Có 270 đại biểu từ 53 quốc gia tới tham dự, cùng với các quan chức chính phủ, các chuyên gia pháp luật, các nhà xuất bản và các tác giả. Các bài phát biểu trong buổi họp toàn thể và các buổi hội thảo bao gồm các chủ đề như quyền tác giả và luật Hồi giáo, việc xuất bản trong thời đại internet, việc cấp giấy phép (môn bài) tập thể, thị trường kỹ thuật số, các xu hướng quyền tác giả toàn cầu và tương lai của quyền tác giả tại các thị trường mới nổi. Hội thảo được tổ chức ngay trước khi khai mạc Hội chợ sách quốc tế Abu Dhabi từ ngày 2 tới 7.3.2010.

## Tự do xuất bản
Một trong các mục tiêu chính của Hiệp hội là bảo vệ quyền của các nhà xuất bản được sản xuất và phân phối các tài liệu mà họ chọn in. Nói cách khác, là bảo vệ quyền cơ bản của con người được tự do ngôn luận. Hiệp hội đặt niềm tin của mình dựa trên các tiêu chuẩn nhân quyền sau đây: 
- Điều 19 của Tuyên ngôn Quốc tế Nhân quyền
- Điều 19 của Công ước Quốc tế về các Quyền Dân sự và Chính trị
- Điều 10 của Công ước châu Âu về Nhân quyền

Website của Hiệp hội cung cấp các liên kết tới nhiều websites nói về quyền tự do xuất bản, chẳng hạn như tổ chức Ân xá Quốc tế, và tổ chức Quốc tế Tự do trao đổi ý kiến (International Freedom of Expression Exchange, viết tắt là IFEX).
Hiệp hội bắt đầu làm việc với IFEX từ năm 2004. IFEX được thành lập năm 1992 để đấu tranh với tất cả các tội chống lại quyền tự do ngôn luận. IFEX có 81 tổ chức thành viên, giám sát và báo cáo các vi phạm bằng cách sử dụng một "mạng hành động cảnh giác" (Action Alert Network, viết tắt là AAN). Mạng lưới này cho phép các thành viên trên khắp thế giới đấu tranh chống các vi phạm bằng cách sử dụng các công cụ như các chiến dịch viết thư, loan tin trên các phương tiện truyền thông, và các sự kiện nâng cao nhận thức. Nhiều hoạt động của tổ chức tập chú vào việc giải thoát các nhà báo bị giam tù và giữ gìn an toàn cho các nhà báo trên khắp thế giới.

## Quyền tác giả

### Dự án thư viện in Google
Năm 2005 Hiệp hội đưa ra một tuyên bố chung với tổ chức Văn bút Hoa Kỳ về "Dự án thư viện in Google" (Google Print Library Project) Bản tuyên bố nêu lên lo ngại rằng Google không đếm xỉa đến các quyền của tác giả và như vậy là vi phạm luật bản quyền. Trong tuyên bố này, hai tổ chức đòi quyền cho tác giả được quyết định xem tác phẩm của họ có thể được sử dụng trong dạng in kỹ thuật số hay không. Tuyên bố nêu lên mối quan tâm rằng một khi các tài liệu có thể in được bằng kỹ thuật số thì thật khó giám sát số lượng bản sao được sản xuất, như vậy là một vi phạm pháp luật về quyền tác giả. Hiệp hội và Văn bút Hoa Kỳ kêu gọi Google hãy xin phép tác giả trước khi đưa tác phẩm vào "Dự án thư viện in Google. Hai tổ chức này cũng mong muốn Google cộng tác mật thiết hơn với các tác giả để bảo đảm là quyền tác giả không bị vi phạm.

### Tổ chức sở hữu trí tuệ thế giới
Tháng 3 năm 2007 Hiệp hội này gặp gỡ các đại biểu của Tổ chức sở hữu trí tuệ thế giới và cam kết cộng tác với tổ chức này để bảo vệ quyền tác giả theo cách là vẫn sẽ cho phép tính sáng tạo để phát triển. Tiến sĩ Kamil Idris, Tổng Giám đốc của Tổ chức sở hữu trí tuệ nói rằng: "Tầm quan trọng của quyền tác giả cho các ngành công nghiệp dựa trên văn hóa là không thể tranh cãi. Thách thức là để tạo ra một môi trường pháp lý cho phép các ngành này phát triển theo cách thăng bằng và theo kịp những tiến bộ công nghệ chi phối các mô hình kinh doanh mới và các kênh phân phối".

## Sự lưu hành sách tự do
Một phần nhiệm vụ của Hiệp hội là phân phối các tài liệu văn học tự do cho những ai cần chúng. Để làm tròn nhiệm vụ này, Hiệp hội cộng tác chặt chẽ với UNESCO. Hiệp hội ủng hộ Thỏa ước Florence về nhập cảng các tài liệu văn hóa, giáo dục và khoa học (Florence Agreement on the Importation of Educational, Scientific, and Cultural Materials) (1950) và Nghị định thư Nairobi (1976). Các hiệp ước quốc tế này cho phép việc lưu hành tự do các tài liệu văn hóa, giáo dục và khoa học mà không phải đóng thuế. 98 nước trên khắp thế giới đã ký kết Thỏa ước Florence.
Hiệp hội cũng giúp thiết lập World Book and Copyright Day (ngày quyền tác giả và sách thế giới) của UNESCO. Mục đích của ngày này là thúc đẩy việc đọc, xuất bản và bảo vệ sở hữu trí tuệ thông qua quyền tác giả..

## Thông cáo báo chí/Các bài viết
Một trong các chức năng chính của Hiệp hội là thông báo cho các thành viên về các vấn đề liên quan tới xuất bản. Tổ chức này thường xuyên xuất bản các bản tin và thông cáo báo chí về các vấn đề hiện tại trong ngành công nghiệp xuất bản, chẳng hạn như các cuộc đàn áp các nhà xuất bản và các nhà báo trên khắp thế giới. Hiệp hội cũng trợ giúp pháp lý cho các nhà xuất bản bị truy tố, vận động hành lang cho luật mới nhằm ủng hộ sự tự do phân phối thông tin và giám sát mạng Internet về các vi phạm bản quyền. Hiệp hội cũng đưa các bài báo và lấy lập trường về các vấn đề liên quan đến quyền tác giả.

## Giải thưởng

### Việt Nam
- Năm 2011, IPA cũng đã trao giải tự do xuất bản cho nhà thơ Bùi Chát, người sáng lập nhà xuất bản Giấy Vụn, được trao giải tự do xuất bản.[9]
- Năm 2020, Nhà xuất bản Tự Do của Việt Nam, là một trong 4 nhà xuất bản,  được đề cử nhận giải thưởng Prix Voltaire 2020. Ông Kristenn Einarsson, Chủ tịch của Ủy ban tự do cho xuất bản của IPA cho biết: "Đó là những nhà xuất bản đã liều mình đưa sách đến người đọc". Nhà xuất bản Tự do của Việt Nam xuất bản nhiều cuốn sách không được chính quyền Việt Nam chấp nhận. Những người đưa sách của nhà xuất bản đến người đọc thường xuyên bị công an đe doạ thậm chí bắt giữ, đánh đập.[9]